# روشتنفلده
روشتنفلده (به آلمانی: Rustenfelde) یک شهر در آلمان است که در آیشسفلد واقع شده‌است. روشتنفلده ۵۰۲ نفر جمعیت دارد.